# (14275) Dianemurray
(14275) Dianemurray (2000 BR26) – planetoida z grupy pasa głównego asteroid okrążająca Słońce w ciągu 3,51 lat w średniej odległości 2,31 j.a. Odkryta 30 stycznia 2000 roku.